# Coppa Italia Dilettanti 1972-1973
La Coppa Italia Dilettanti 1972-1973 è stata la 7ª edizione di questa competizione calcistica italiana. È stata disputata con la formula dell'eliminazione diretta ed è stata vinta dallo Jesolo.
La competizione era riservata alle migliori squadre militanti nel primo livello regionale. Il primo turno veniva disputato a livello regionale, poi si passava a livello interregionale. Le semifinali e le finali si disputavano in campo neutro.
L'edizione, come detto sopra, è stata vinta dallo Jesolo, che superò in finale il Morrone Cosenza; le altre semifinaliste furono Sant'Angelo e Budrio.

## Partecipanti
Le 256 partecipanti vengono così ripartite fra i vari comitati regionali:
| Numero squadre | Comitati regionali    | Comitati regionali    | Comitati regionali | Comitati regionali | Comitati regionali | Comitati regionali | Comitati regionali  | Comitati regionali  | Comitati regionali  | Comitati regionali  | Comitati regionali  | Comitati regionali  |
| -------------- | --------------------- | --------------------- | ------------------ | ------------------ | ------------------ | ------------------ | ------------------- | ------------------- | ------------------- | ------------------- | ------------------- | ------------------- |
| 32             | Lombardia             | Lombardia             | Lombardia          | Lombardia          | Lombardia          | Lombardia          | Lombardia           | Lombardia           | Lombardia           | Lombardia           | Lombardia           | Lombardia           |
| 20             | Campania              | Campania              | Campania           | Campania           | Toscana            | Toscana            | Toscana             | Toscana             | Veneto              | Veneto              | Veneto              | Veneto              |
| 18             | Emilia-Romagna        | Emilia-Romagna        | Emilia-Romagna     | Emilia-Romagna     | Emilia-Romagna     | Emilia-Romagna     | Emilia-Romagna      | Emilia-Romagna      | Emilia-Romagna      | Emilia-Romagna      | Emilia-Romagna      | Emilia-Romagna      |
| 14             | Friuli-Venezia Giulia | Friuli-Venezia Giulia | Lazio              | Lazio              | Liguria            | Liguria            | Piemonte            | Piemonte            | Puglia              | Puglia              | Sicilia             | Sicilia             |
| 12             | Abruzzo               | Abruzzo               | Abruzzo            | Calabria           | Calabria           | Calabria           | Marche              | Marche              | Marche              | Sardegna            | Sardegna            | Sardegna            |
| 6              | Umbria                | Umbria                | Umbria             | Umbria             | Umbria             | Umbria             | Umbria              | Umbria              | Umbria              | Umbria              | Umbria              | Umbria              |
| 4              | Basilicata            | Basilicata            | Basilicata         | Basilicata         | Basilicata         | Basilicata         | Trentino-Alto Adige | Trentino-Alto Adige | Trentino-Alto Adige | Trentino-Alto Adige | Trentino-Alto Adige | Trentino-Alto Adige |

## Prima fase
- Partite andata/ritorno con la regola dei gol in trasferta, se persiste la parità si ricorre al sorteggio

### Friuli-Venezia Giulia
Nel turno preliminare non vige la regola dei gol in trasferta, ma si ricorre ai tiri di rigore.
```
26 squadre (non è noto, al momento, perché non siano le canoniche 14)
Non ammesse: 
Lignano
 e 
Tisana
.
Dalla 
Prima Categoria
: 
Brugnera
, 
Bujese
, 
Fontanafredda
, 
Passons
 e 
Vivai Rauscedo
 (dal girone A), 
Edera
, 
Torriana
, 
Pieris
, 
Ronchi
, 
Fortitudo
, 
Aquileia
 ed 
Oratorio San Michele
 (dal girone B).
```

| Squadra 1                     | Totale            | Squadra 2                     | Andata     | Ritorno    |
| ----------------------------- | ----------------- | ----------------------------- | ---------- | ---------- |
| TURNO PRELIMINARE             | TURNO PRELIMINARE | TURNO PRELIMINARE             | 20.08.1972 | 27.08.1972 |
| Sacilese                      | 4 – 4 (2-5 dtr)   | Brugnera                      | 4 – 2      | 0 – 2      |
| Maniago                       | 5 – 1             | Fontanafredda                 | 3 – 0      | 2 – 1      |
| Vivai Rauscedo                | 2 – 3             | Spilimbergo                   | 1 – 2      | 1 – 1      |
| Tarcentina                    | 2 – 3             | Bujese                        | 2 – 1      | 0 – 2      |
| Manzanese                     | 3 – 2             | Corno                         | 2 – 2      | 1 – 0      |
| Passons                       | 0 – 2             | Torriana Gradisca             | 0 – 0      | 0 – 2      |
| Pro Cervignano                | 1 – 0             | Sangiorgina                   | 1 – 0      | 0 – 0      |
| Aquileia                      | 3 – 5             | Gradese                       | 3 – 2      | 0 – 3      |
| Ronchi                        | 3 – 3 (2-5 dtr)   | Pieris                        | 2 – 1      | 1 – 2      |
| Mossa                         | ? – ?             | Cormonese                     | 2 – 0      | ? – ?      |
| Oratorio S.Michele Monfalcone | 2 – 2 (4-2 dtr)   | Cremcaffè Trieste             | 1 – 2      | 1 – 0      |
| Ponziana                      | 6 – 1             | Edera Trieste                 | 6 – 1      | 0 – 0      |
| San Giovanni Trieste          | 5 – 2             | Fortitudo Muggia              | 3 – 1      | 2 – 1      |
| PRIMO TURNO                   | PRIMO TURNO       | PRIMO TURNO                   | 03.09.1972 | 10.09.1972 |
| Anzio                         | 5 – 1             | Colleferro                    | 4 – 0      | 0 – 1      |
| Brugnera                      | 0 – 1             | Maniago                       | 0 – 1      | 0 – 0      |
| Spilimbergo                   | 0 – 0 sort.       | Bujese                        | 0 – 0      | 0 – 0      |
| Manzanese                     | 2 – 0             | Mossa                         | 1 – 0      | 1 – 0      |
| Pro Cervignano                | 3 – 2             | Gradese                       | 2 – 1      | 1 – 1      |
| Torriana Gradisca             | 2 – 3             | Cormonese                     | 1 – 2      | 1 – 1      |
| Pieris                        | 1 – 2             | Oratorio S.Michele Monfalcone | 0 – 0      | 1 – 2      |
| Ponziana                      | 3 – 2             | San Giovanni Trieste          | 1 – 0      | 2 – 2      |

### Venezia
| Squadra 1   | Totale      | Squadra 2       | Andata     | Ritorno    |
| ----------- | ----------- | --------------- | ---------- | ---------- |
| PRIMO TURNO | PRIMO TURNO | PRIMO TURNO     | 03.09.1972 | 10.09.1972 |
| Jesolo      | 2 – 2 sort. | Julia Concordia | 1 – 1      | 1 – 1      |

### Umbria
```
8 squadre
Non ammesse: 
Acquasparta
, 
Angelana
, 
Assisi
, 
Deruta
, 
Gualdo
, 
Ponte Felcino
, 
SI.LA. San Sisto
 e 
Tiberis
.
```

| Squadra 1     | Totale      | Squadra 2       | Andata     | Ritorno    |
| ------------- | ----------- | --------------- | ---------- | ---------- |
| PRIMO TURNO   | PRIMO TURNO | PRIMO TURNO     | 03.09.1972 | 10.09.1972 |
| Grifo Cannara | 3 – 3 (gfc) | Pontevecchio    | 3 – 1      | 0 – 2      |
| Tavernelle    | 2 – 2 (gfc) | Cortona Camucia | 0 – 1      | 2 – 1      |
| Orte Filesi   | 2 – 1       | Narnese         | 1 – 0      | 1 – 1      |
| Nestor        | 2 – 0       | Todi            | 0 – 0      | 2 – 0      |

### Calabria
| Squadra 1      | Totale      | Squadra 2       | Andata     | Ritorno    |
| -------------- | ----------- | --------------- | ---------- | ---------- |
| PRIMO TURNO    | PRIMO TURNO | PRIMO TURNO     | 03.09.1972 | 10.09.1972 |
| Nuova Vibonese | 2 – 4       | Morrone Cosenza | 1 – 3      | 1 – 1      |

### Puglia e Basilicata
| Squadra 1   | Totale      | Squadra 2        | Andata     | Ritorno    |
| ----------- | ----------- | ---------------- | ---------- | ---------- |
| PRIMO TURNO | PRIMO TURNO | PRIMO TURNO      | 03.09.1972 | 10.09.1972 |
| Maglie      | 3 – 5       | Atletico Tricase | 2 – 2      | 1 – 3      |
| Manfredonia | 2 – 1       | San Severo       | 2 – 0      | 0 – 1      |
| Bisceglie   | 1 – 2       | Altamura         | 0 – 1      | 1 – 1      |
| Noicattaro  | 3 – 4       | Molfetta         | 2 – 2      | 1 – 2      |
| Grottaglie  | 4 – 1       | Francavilla      | 2 – 0      | 2 – 1      |
| Carmiano    | 2 – 3       | San Cesario      | 2 – 1      | 0 – 2      |
| Noci        | ? – ?       | Ginosa           | ? – ?      | ? – ?      |

## Secondo turno
| Squadra 1                        | Totale        | Squadra 2                           | Andata     | Ritorno    |
| -------------------------------- | ------------- | ----------------------------------- | ---------- | ---------- |
| SECONDO TURNO                    | SECONDO TURNO | SECONDO TURNO                       | 17.09.1972 | 24.09.1972 |
| (FVG) Maniago                    | 2 – 1         | Giorgione (VEN)                     | 1 – 0      | 1 – 1      |
| (VEN) Abano                      | 3 – 2         | Bujese (FVG)                        | 1 – 0      | 2 – 2      |
| (VEN) Tagliolese                 | 1 – 1 (gfc)   | Manzanese (FVG)                     | 0 – 0      | 1 – 1      |
| (VEN) Monselice                  | 0 – 3         | Pro Cervignano (FVG)                | 0 – 0      | 0 – 3      |
| (VEN) Mira                       | 0 – 1         | Cormonese (FVG)                     | 0 – 1      | 0 – 0      |
| (VEN) Silea                      | 3 – 2         | Oratorio S.Michele Monfalcone (FVG) | 2 – 1      | 1 – 1      |
| (FVG) Ponziana                   | 1 – 4         | Jesolo (VEN)                        | 0 – 0      | 1 – 4      |
| (LAZ) C.R.A.L. Az.Agr. Maccarese | 3 – 0         | Orte Filesi (UMB)                   | 2 – 0      | 1 – 0      |
| (UMB) Tavernelle                 | 1 – 10        | Maia Cat (LAZ)                      | 0 – 4      | 1 – 6      |
| (TOS) Sancascianese              | 3 – 3 sort.   | Pontevecchio (UMB)                  | 3 – 0      | 0 – 3      |
| (UMB) Nestor                     | 4 – 4 (gfc)   | Tor di Quinto (LAZ)                 | 4 – 3      | 0 – 1      |
| (CAL) Morrone Cosenza            | 3 – 2         | Angri (CAM)                         | 1 – 1      | 2 – 1      |
| (CAM) Acerrana                   | 0 – 1         | Molfetta (PUG)                      | 0 – 1      | 0 – 0      |
| (CAM) Ebolitana                  | 1 – 3         | Grottaglie (PUG)                    | 0 – 2      | 1 – 1      |
| (BAS) LI Potenza                 | 2 – 2         | San Cesario (PUG)                   | 2 – 0      | 0 – 2      |
| (PUG) Altamura                   | 2 – 5         | Nola (CAM)                          | 1 – 0      | 1 – 5      |
| (PUG) Ginosa                     | 1 – 1         | Trebisacce (CAM)                    | 0 – 1      | 1 – 0      |
| (PUG) Atletico Tricase           | 6 – 5         | GR Matera (BAS)                     | 4 – 1      | 2 – 4      |
| (ABR) Atessa                     | 2 – 8         | Manfredonia (PUG)                   | 0 – 2      | 2 – 6      |

## 32esimi di finale
| Squadra 1         | Totale      | Squadra 2              | Andata     | Ritorno    |
| ----------------- | ----------- | ---------------------- | ---------- | ---------- |
| TERZO TURNO       | TERZO TURNO | TERZO TURNO            | 01.11.1972 | 08.12.1972 |
| (VEN) Jesolo      | 3 – 1       | Maniago (FVG)          | 2 – 1      | 1 – 0      |
| (VEN) Contarina   | 1 – 2       | Pro Cervignano (FVG)   | 0 – 0      | 1 – 2      |
| (FVG) Cormonese   | 2 – 3       | Silea (VEN)            | 1 – 1      | 1 – 2      |
| (SIC) Vittoria    | 1 – 1 sort. | Morrone Cosenza (CAL)  | 1 – 0      | 0 – 1      |
| (PUG) Manfredonia | 4 – 1       | Rosetana (CAM)         | 3 – 0      | 1 – 1      |
| (PUG) Ginosa      | 2 – 0       | LI Potenza (BAS)       | 1 – 0      | 1 – 0      |
| (PUG) Molfetta    | 2 – 2       | Lacco Ameno (CAM)      | 1 – 0      | 1 – 2      |
| (PUG) Grottaglie  | 2 – 1       | Grumese (CAM)          | 0 – 0      | 2 – 1      |
| (CAM) Gladiator   | 1 – 1       | Atletico Tricase (PUG) | 1 – 0      | 0 – 1      |

## 16esimi di finale
| Squadra 1              | Totale      | Squadra 2           | Andata     | Ritorno    |
| ---------------------- | ----------- | ------------------- | ---------- | ---------- |
| SEDICESIMI             | SEDICESIMI  | SEDICESIMI          | 21.01.1973 | 28.01.1973 |
| (VEN) Jesolo           | 4 – 2 (gfc) | Darfo Boario (LOM)  | 0 – 0      | 1 – 1      |
| (FVG) Pro Cervignano   | 4 – 2       | Castelnuovese (LOM) | 3 – 0      | 1 – 2      |
| (CAL) Morrone Cosenza  | 3 – 2       | Grottaglie (PUG)    | 3 – 1      | 0 – 1      |
| (PUG) Atletico Tricase | 3 - 4       | Ital Napoli (CAM)   | 3 – 2      | 0 – 2      |
| (LAZ) Anzio            | 2 – 2       | Ginosa (PUG)        | 2 – 0      | 0 – 2      |
| (PUG) Molfetta         | 3 – 2       | Falconarese (MAR)   | 2 – 0      | 1 – 1      |
| (LAZ) Maccarese        | 1 – 2       | Manfredonia (PUG)   | 1 – 0      | 0 – 2      |

## Ottavi di finale
| Squadra 1               | Totale      | Squadra 2             | Andata     | Ritorno    |
| ----------------------- | ----------- | --------------------- | ---------- | ---------- |
| OTTAVI                  | OTTAVI      | OTTAVI                | 01.05.1973 | 31.05.1973 |
| (VEN) Jesolo            | 2 – 2 (gfc) | Pro Cervignano (FVG)  | 1 – 0      | 1 – 2      |
| (SIC) Alcamo            | 2 – 4       | Morrone Cosenza (CAL) | 2 – 1      | 0 – 3      |
| (PUG) Molfetta          | 2 – 2       | Pro Cisterna (LAZ)    | 1 – 1      | 1 – 1      |
| (CAM) Italsider Bagnoli | 1 – 1       | Manfredonia (PUG)     | 1 – 0      | 0 – 1      |

## Quarti di finale
| Squadra 1         | Totale | Squadra 2             | Andata | Ritorno |
| ----------------- | ------ | --------------------- | ------ | ------- |
| (VEN) Jesolo      | 4 – 1  | Pro Cisterna (LAZ)    | 4 – 0  | 0 – 1   |
| (PUG) Manfredonia | 1 – 3  | Morrone Cosenza (CAL) | 1 – 0  | 0 – 3   |
| (LOM) Sant'Angelo | ?      | ?                     | ?      | ?       |
| (E.R) Budrio      | ?      | ?                     | ?      | ?       |

## Final four
Disputate allo Stadio Armando Picchi di Jesolo (VE).

### Semifinali
| Squadra 1             | Risultato | Squadra 2         |
| --------------------- | --------- | ----------------- |
| (VEN) Jesolo          | 3 – 1     | Budrio (E.R)      |
| (CAL) Morrone Cosenza | 2 – 1     | Sant'Angelo (LOM) |

### Finale
| Arbitro: | Monti (Ancona) |

| |            | |
| Canonico 13’ (aut.) Bonaldi 87’                                                                                         | Marcatori  | |
| Ferronato Spadari Bellina Veronese Serafini Orazio (79' Bertoni) Giorgio Tedesco Gidone Tedesco Bonaldi Visentin Bellei | Formazioni | Salatino Falcone Febbraro Millea Canonico Manfroni Angelo Stumpo Stumpo II Catania (65' Pilic) Granatelli Amatuzzo |
| Beretta | Allenatori | Leonetti |

## Coppa Ottorino Barassi
Come vincitore della Coppa Italia Dilettanti, lo Jesolo ottiene il diritto di affrontare il vincitore della FA Amateur Cup: Walton & Hersham F.C. (militante nella Isthmian League, all'epoca 5º livello del calcio inglese).
| Arbitro: | Homewood |

|                                                 |           |  |
| Foskett 36’, 44’ Bassett 59’ Lambert 89’ (rig.) | Marcatori |  |

| Arbitro: | Toselli (Cormons) |

|  |           |                  |
|  | Marcatori | 50’, 64’ Ferkins |